# Aravaipa Canyon Wilderness

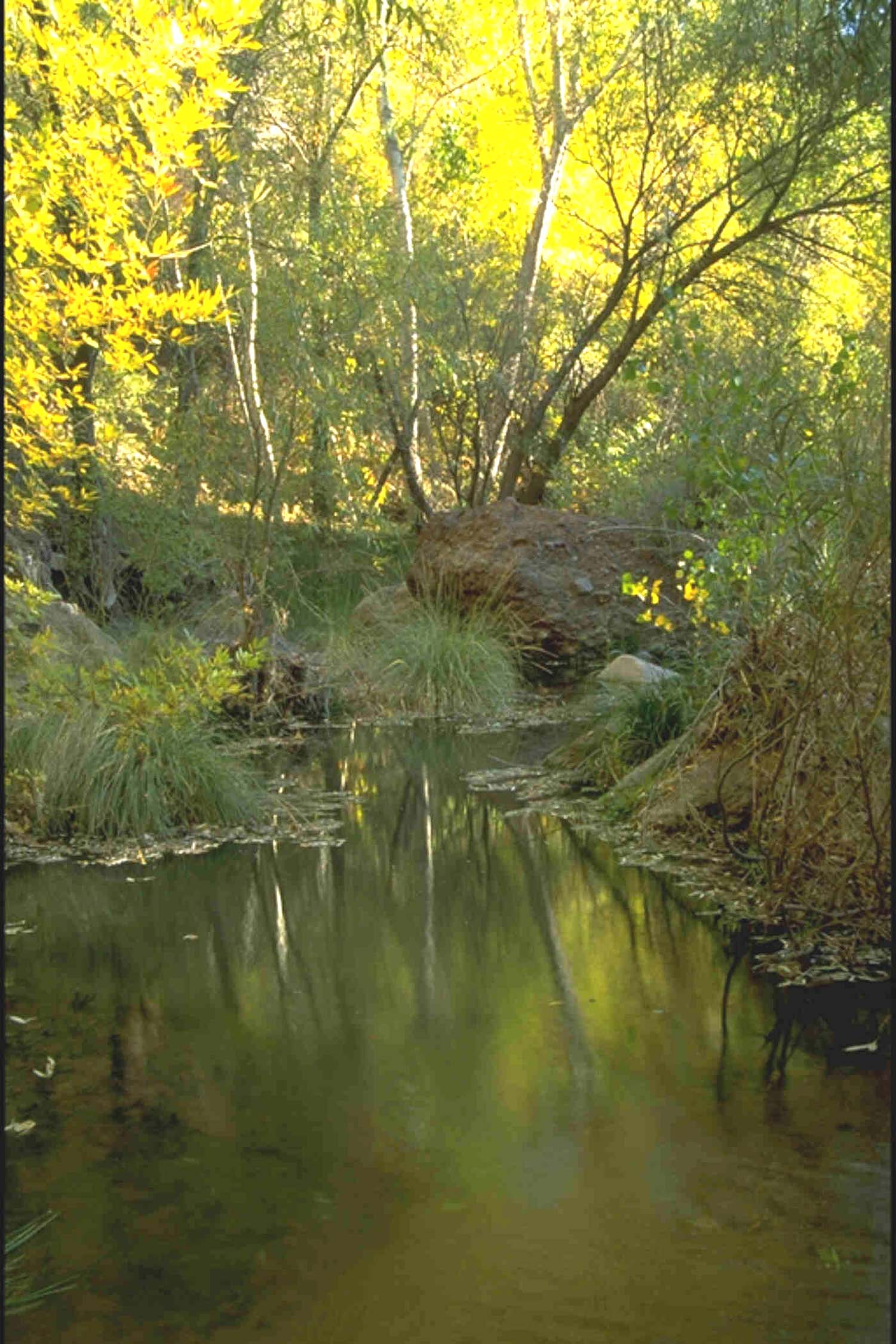
Couleurs d'automne près de l'extrémité ouest du canyon d'Aravaipa

Aravaipa Canyon Wilderness est une zone sauvage de 7 850 hectares située dans l'État américain de l'Arizona.

## Accès
La Wilderness, créée en 1984, est administrée par le Bureau of Land Management et est située au nord-est de Mammoth, en Arizona, à environ 190 km au sud-est de Phoenix. L'accès des piétons à la réserve n'est autorisé qu'avec l'autorisation préalable du personnel de la réserve. La zone est populaire pour ses loisirs, en particulier ses sentiers de randonnée et ses activités tout-terrain,. Les visiteurs peuvent faire une randonnée jusqu'à la cabane abandonnée sur le site de Parsons Grove dans la réserve d'Aravaipa Canyon à partir de 2013 .

## Géographie
L'Aravaipa Canyon Wilderness forme la frontière nord-ouest de la chaîne de montagnes Galiuro. Le désert comprend les 18 km le long du canyon d'Aravaipa, des plateaux environnants et des neuf canyons latéraux. L'Aravaipa Canyon Preserve du Nature Conservancy protège également 28 km2 de terres privées et est contigu à la Wilderness du BLM.

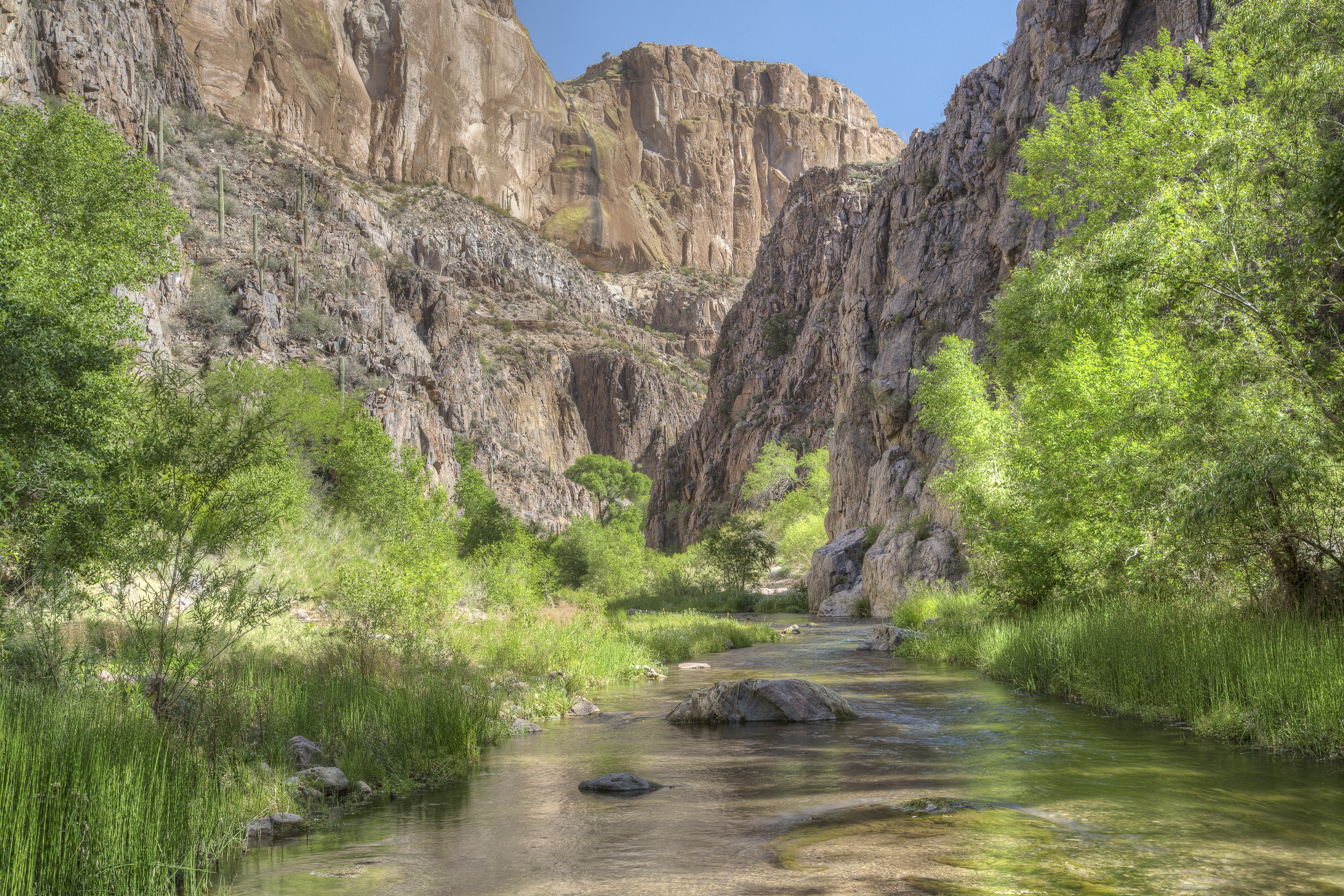
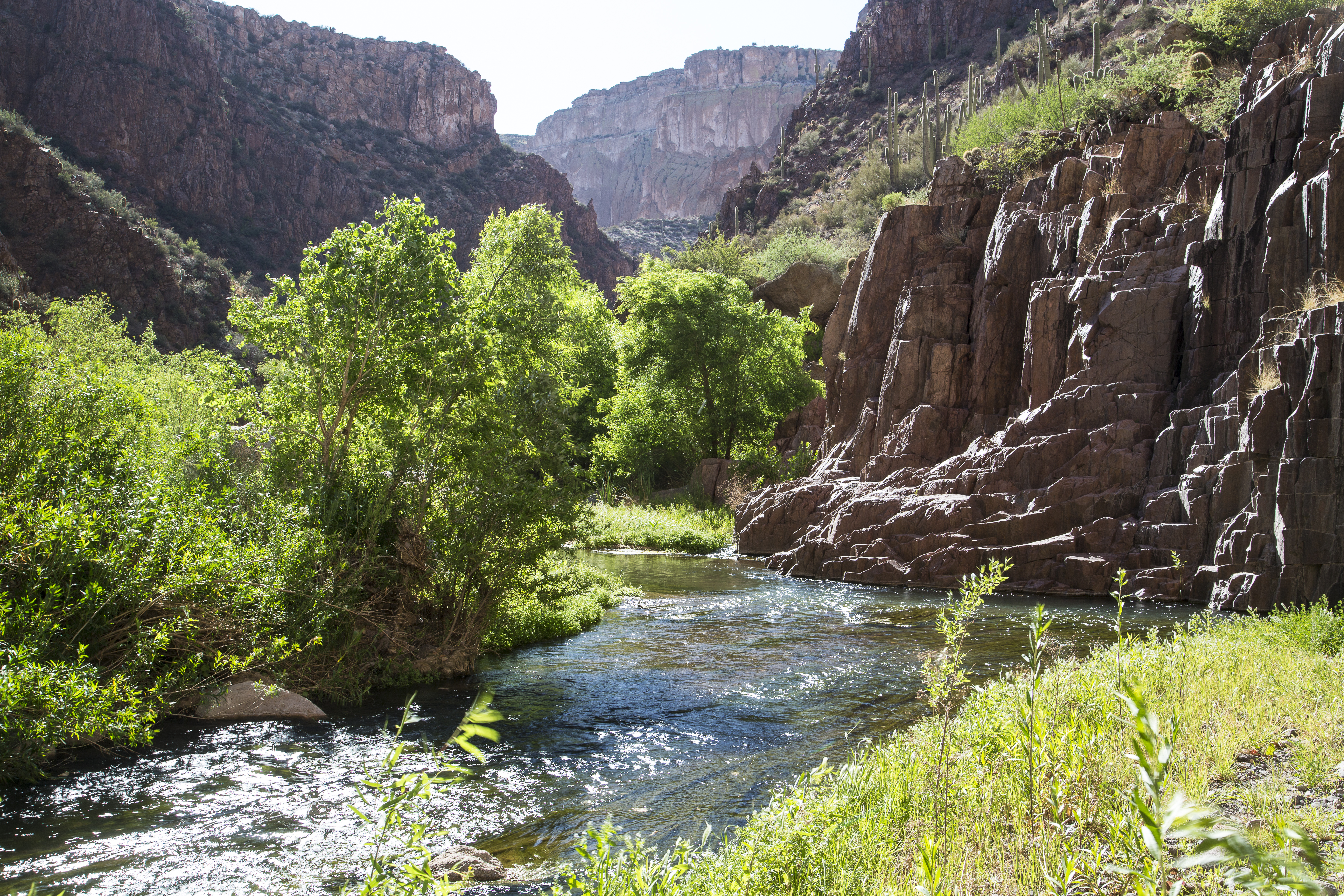
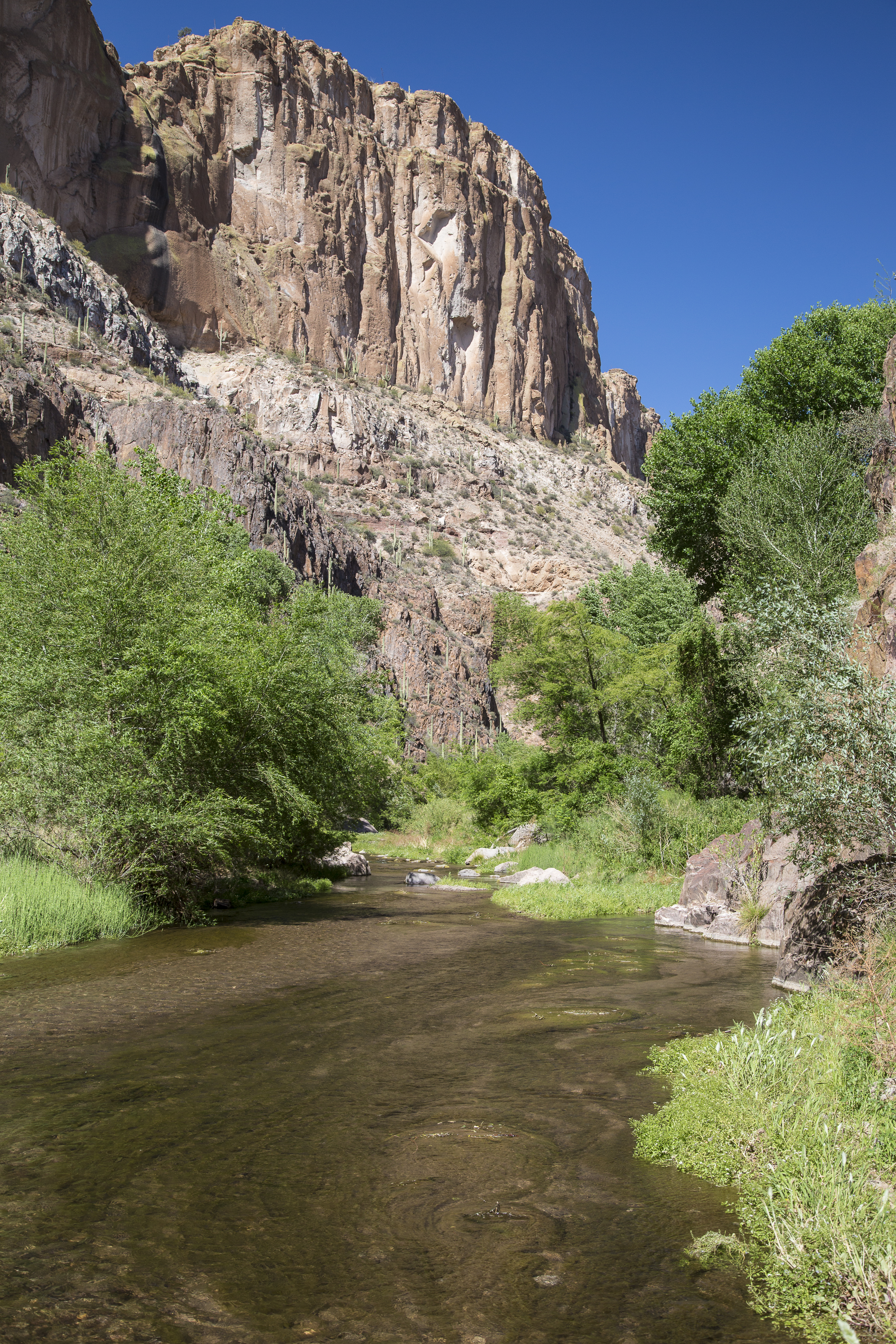
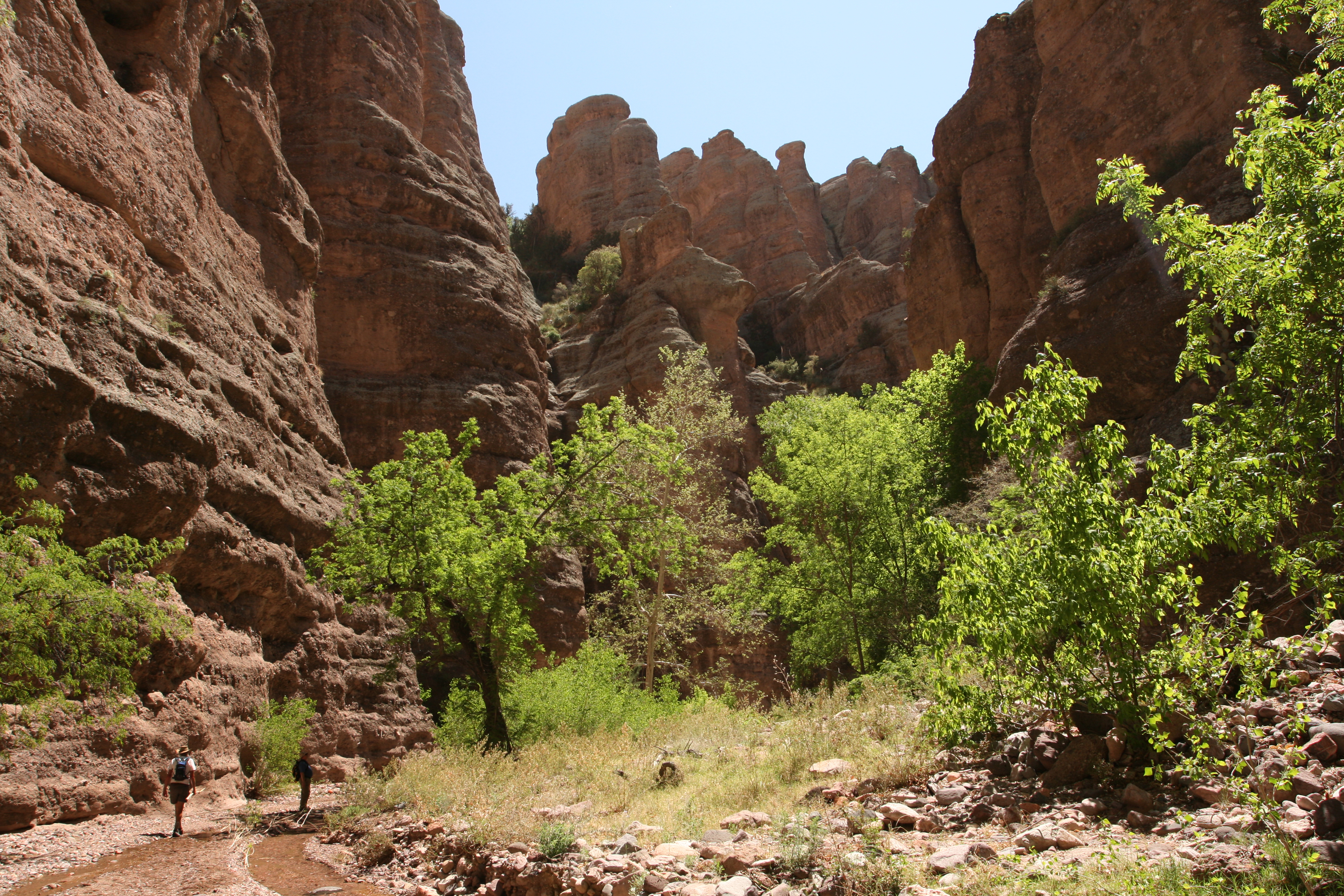
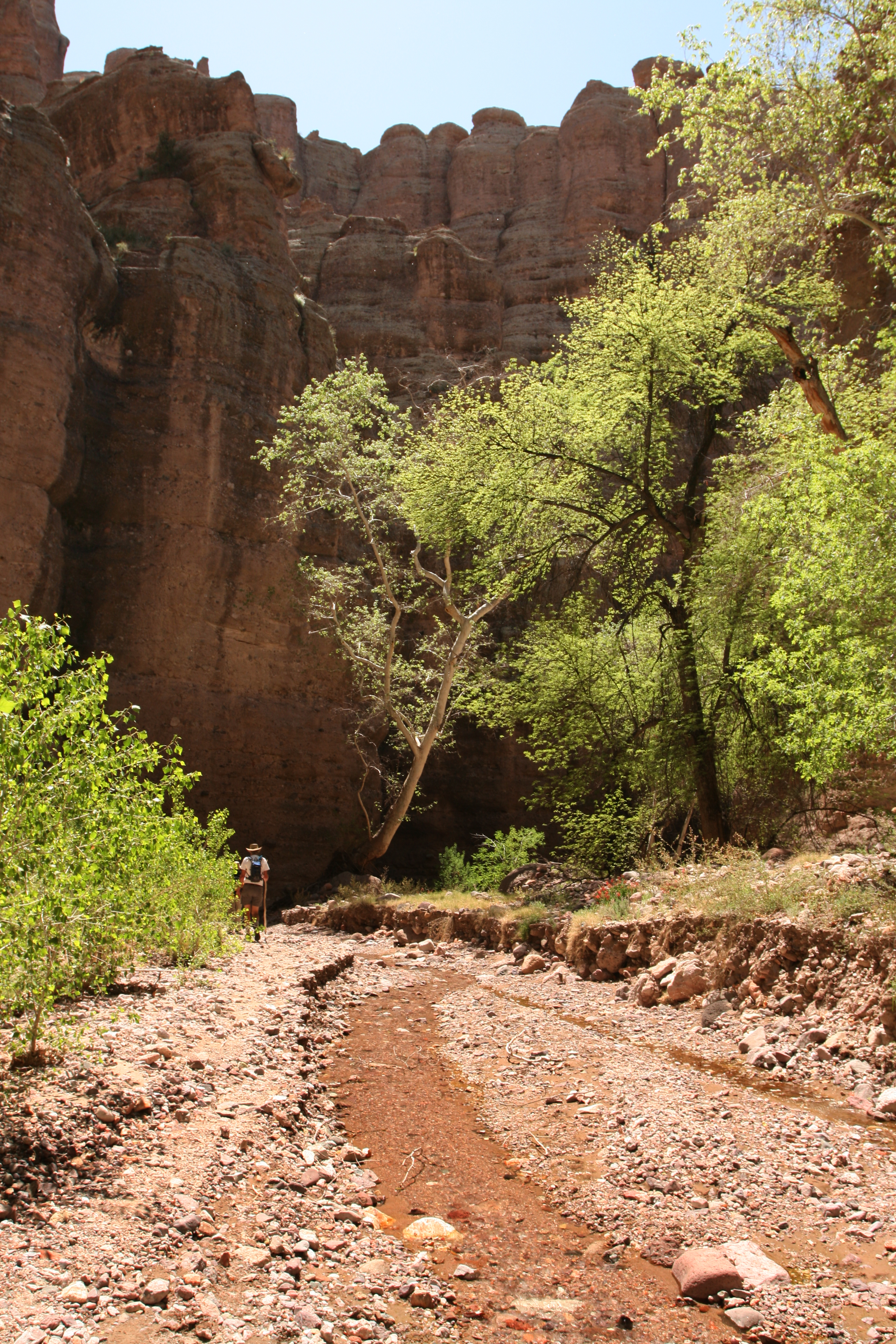
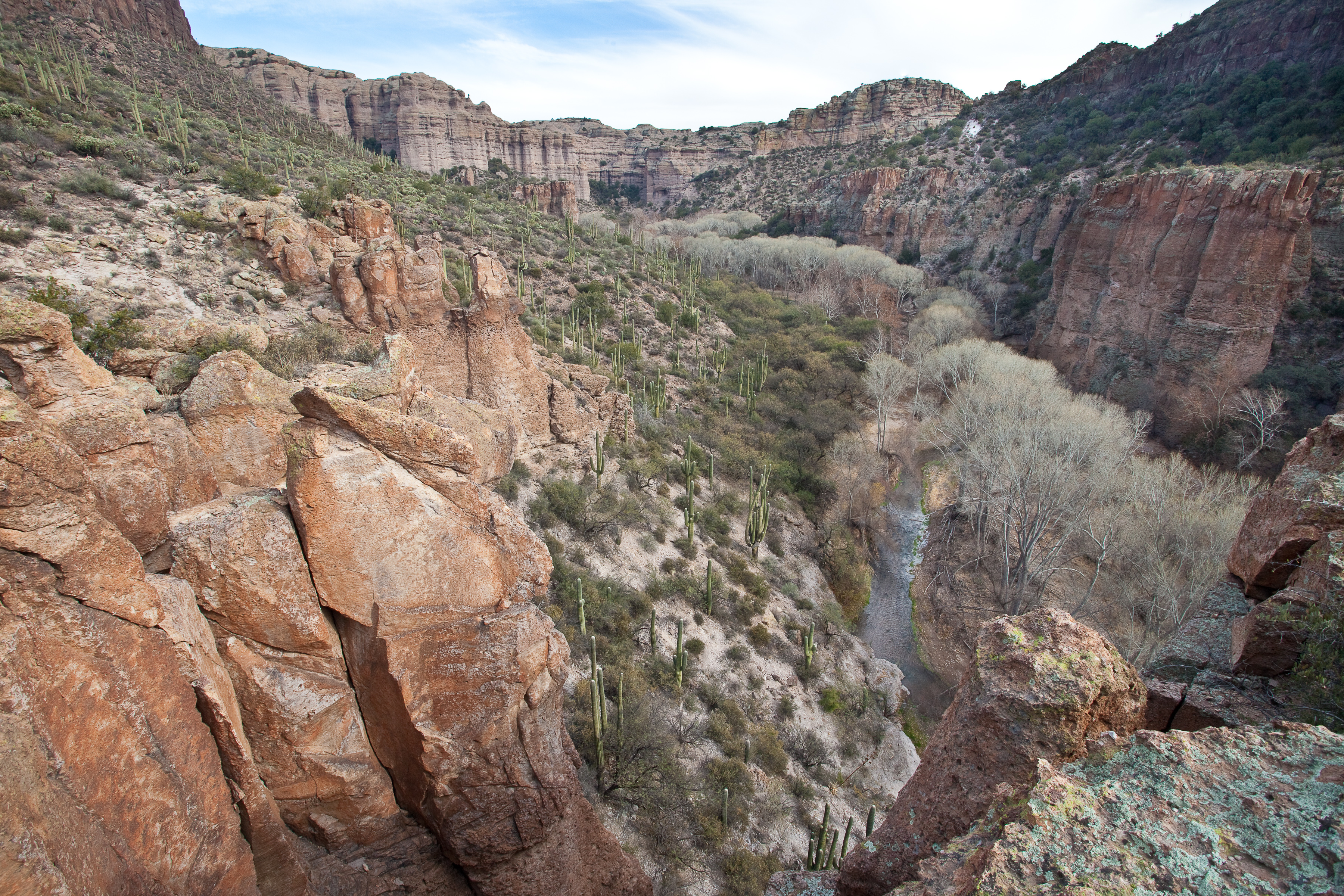